# Aurure de césium
L'aurure de césium est un composé ionique de formule chimique CsAu contenant l'anion aurure Au−, le césium étant l'un des rares éléments susceptibles d'amener l'or à un état d'oxydation négatif. Il a été observé pour la première fois par Joseph Lagowski (en) en 1978. On l'obtient en chauffant un mélange stœchiométrique de césium et d'or : les deux liquides de couleur dorée réagissent pour former un produit clair. La solution dans l'ammoniac liquide est brune, l'adduit avec l'ammonium NH4+ est bleu foncé, tandis que le solide est jaune, couleur des deux métaux formant le composé.
Bien qu'il s'agisse d'un composé de deux métaux, l'aurure de césium n'est pas un métal car les électrons des deux métaux sont engagés dans les liaisons ioniques.
Ce composé réagit violemment avec l'eau, donnant de l'hydroxyde de césium CsOH, de l'or métallique Au et de l'hydrogène H2. Dans l'ammoniac liquide, on peut le faire réagir avec une résine échangeuse d'ions spécifique au césium pour former de l'aurure de tétraméthylammonium [(H3C)4N]Au.